# Partido Nacionalista dos Trabalhadores Brasileiros
Partido Nacionalista dos Trabalhadores Brasileiros (PNTB) foi um partido político brasileiro.
O partido somente disputou as eleições de 1992, com pouca expressão. Foi presidido pelo jornalista e ex-petebista João de Deus Barbosa de Jesus, que reaglutinou os componentes do extinto PNT, que somente disputara as eleições de 1990.
Em 1993, incorporou-se ao Partido Trabalhista do Brasil (PTdoB, atual Avante).
| Partido Trabalhista Brasileiro (PTB) 1979–2023    | Partido Trabalhista Brasileiro (PTB) 1979–2023 | Partido Trabalhista Brasileiro (PTB) 1979–2023                        | Partido Trabalhista Brasileiro (PTB) 1979–2023 | Partido Trabalhista Brasileiro (PTB) 1979–2023  | Partido Trabalhista Brasileiro (PTB) 1979–2023 |
| Partido Trabalhista Brasileiro (PTB) 1979–2023    |                                                | Partido Socialista Agrário e Renovador Trabalhista (PASART) 1985–1992 |                                                | Partido Trabalhista do Brasil (PTdoB) 1989–2017 | Avante 2017–presente                           |
| Partido Trabalhista Brasileiro (PTB) 1979–2023    | Movimento Unidade Trabalhista                  |                                                                       |                                                | Partido Trabalhista do Brasil (PTdoB) 1989–2017 | Avante 2017–presente                           |
|                                                   |                                                | Partido Socialista Unido (PSU) 1990                                   |                                                | Partido Trabalhista do Brasil (PTdoB) 1989–2017 | Avante 2017–presente                           |
| Partido Nacionalista dos Trabalhadores (PNT) 1989 |                                                | Partido Nacionalista dos Trabalhadores Brasileiros (PNTB) 1989–1992   |                                                | Partido Trabalhista do Brasil (PTdoB) 1989–2017 | Avante 2017–presente                           |